# ジャック・ライアン (テレビドラマ)
『トム・クランシー/CIA分析官 ジャック・ライアン』（ - シーアイエーぶんせきかん - 、英語: Tom Clancy's Jack Ryan）は、アメリカ合衆国の連続ドラマ番組。トム・クランシーによるジャック・ライアンの小説シリーズからの登場人物を基にしており、設定を現代に置きかえたカールトン・キューズおよびグラハム・ローランド創作によるオリジナルストーリーである。別題では単に『ジャック・ライアン』（英: Jack Ryan）とも。
定額制動画配信サービス「Amazon Prime Video」にて配信されているウェブシリーズ。2018年8月31日全話一挙配信のシーズン1全8話から始まり、全6話のファイナル・シーズンが2023年6月30日から2023年7月14日にかけて配信され完結した。

## 概要
シリーズはカールトン・キューズとグラハム・ローランドによって創作された。2人はジョン・クラシンスキー、マイケル・ベイ、メイス・ニューフェルドらとともに製作総指揮を務める。クラシンスキーはライアン役を務め、アレック・ボールドウィン、ハリソン・フォード、ベン・アフレック、クリス・パインに続いて、この役を演じた5人目の俳優となった。ジャック・ライアンの上司ジェームズ・グリーア、恋人キャシー・ミュラーは原作にも登場するが、ストーリーは独自に創作されている。
シーズン1は2018年8月31日よりAmazonビデオで配信された。2018年4月、シーズン1の配信の四か月前に、シーズン2の製作が発表された。シーズン2の配信を前にした2019年2月、シーズン3の製作が発表された。シーズン2は2019年10月31日に配信された。シーズン3は2022年12月21日に配信された。最終シーズン4は2023年6月30日から配信された。また、シーズン4からキャストに加わるマイケル・ペーニャを主演としたスピンオフ作品が企画中である。
パラマウント社からDVDおよびBlu-rayが発売されている。

## あらすじ

### シーズン1のあらすじ
デスクワークについていたCIA分析官ジャック・ライアンはイスラムのテロリストの怪しい資金移動に気づき、新任の上司グリーアによって現場の仕事に投げ込まれる。中東に飛び容疑者を尋問するが、指導者のスレイマンには逃げられる。フランスでスレイマンの弟を見つけて殺すが、パリでのテロを防ぐことはできない。一方でスレイマンの妻ハニンは夫の行状に不安を抱いて逃亡する。ライアンはハニンを確保して情報を聞き出し、スレイマンを捕えようとする。スレイマンは生物兵器と放射性物質を使ってアメリカ合衆国にテロを仕掛ける。ライアンは恋人キャシーと大統領を守るためにスレイマンを阻止し、栄転したグリーアの後任となる。

### シーズン2のあらすじ
武器の搬入を疑って政情不安のベネズエラに入ったライアンは目の前で旧知のアメリカ議員を殺され、心臓病を抱えてロシアから異動したグリーアに再会する。ドイツ情報部員や支局長ノーベンバーの助けを得て、議員暗殺の陰謀を調査し、殺し屋を倒す。ベネズエラに運び込まれた荷物は貴重なタンタル鉱山の採掘機械であることがわかり、暗殺の陰には大統領がいることがわかる。ライアンは退去命令を無視して収容所から政治犯を解放し、大統領の失脚を招く。鉱山開発と議員暗殺の背後にはアメリカ有力議員がいることを突き止める。

### シーズン3のあらすじ
ローマ支局に勤務するライアンは、ロシアの謎の情報提供者から、核兵器を用いる陰謀ソコル計画の存在を知らされる。保護したロシアからの亡命科学者をギリシャで殺され、その罪を着せられて国際手配され、CIAには反逆罪に問われて逃亡する。CIA長官ミラーの執拗な追及を逃れ、グリーア、引退しギリシャにいたノーベンバー、そして一度は裏切られたローマ支局長ライトの助けを得てソコルを追う。謎の情報提供者は、核戦争を避け陰謀を暴こうとするロシア対外情報庁(SVR)の大物諜報員ルカとわかる。ロシアでは、ソ連復活・拡大を望む過激派のアレクセイ・ペトロフが、NATOのミサイル配備の交渉中のチェコを訪れた穏健派のロシア国防相を暗殺させて、新国防相となる。チェコ大統領アレナの父ペトルは実は元ソ連軍兵士であってペトロフと同じ過激派に属し、NATOの兵器に見せかけた核兵器であるソコルをチェコで起爆する。ライアンの活躍で被害は避けられる。
ライアン、グリーア、ノーベンバー、ルカ、そしてアレナはモスクワに入り、ロシア大統領を解任するクーデターを起こすとともに対米開戦を起こす"クロスボウ"作戦を阻止しようとする。真の黒幕であるアントノフ海軍大佐は駆逐艦を指揮して米駆逐艦を攻撃するも、ルカが乗り込んで開戦を阻止する。ライアンは米駆逐艦に乗り込んで反撃を遅らせ、仲間たちのために時間を稼ぐ。同じころアレナ、ノーベンバー、グリーアはクレムリンに忍び込んでクーデターを阻止し、ペトロフは射殺される。ワシントンで開戦を阻止しようとしたライトがミラーに代わり長官代理となる。

### シーズン4のあらすじ
ライトの長官就任およびライアンの副長官就任の審査が行われている時、ナイジェリアで大統領が暗殺されてCIAの関与が疑われる。調査のため、ライアンは前長官ミラーの承認したすべての秘密作戦への資金を断つ。謎の人物ウォルターズの指揮の元、CIAの秘密作戦を実行してきた諜報員のシャベスは、メキシコの麻薬カルテルを統合しようとする危険な作戦"プルート"の存在をライアンに明かす。ミラーが暗殺される。ライアンは副長官の座をグリーアに譲り、ノーベンバーを加えて"プルート"の調査を行う。やがて"プルート"はミャンマーのギャング銀蓮会やクロアチアの人身売買とも繋がることが判明する。銀蓮会の幹部チャオ・ファ・セインは組織を抜け、家族とともに脱出しようとする。ライアン、シャベス、ノーベンバーはミャンマーに行ってアメリカに運ばれつつある兵器の起動装置「トリガー」を破壊し、セインは死ぬもその妻子を脱出させる。ミャンマー出身で人権問題を扱う財団のレモス、ナイジェリア出身の政治専門家アデ・オソジが一連の謀略の黒幕とわかる。捕らえられ拷問されるライアンをシャベスが救出しレモスを殺す。アメリカではグリーアがウォルターズを逮捕する。セインの妻子がもたらした情報に基づき、メキシコからアメリカに持ち込まれようとした生物化学爆弾をライアンが解除する。オソジはミラー殺害で逮捕される。ライアンは上院情報委員会に喚問され、ヘンショウ委員長の関与を暴露する。

## 登場人物

### メイン
- ジャック・ライアン
  - 演 - ジョン・クラシンスキー、日本語吹替 - 松田健一郎
  - CIA分析官、元海兵隊員で元投資会社勤務。経済学博士。
  - 海兵隊時代に、アフガニスタンで可愛がっていたテロリストの少年にヘリコプターを爆破されて墜落し、多数の死と自らの負傷を招いたトラウマに悩まされる
  - シーズン1ではテロリストの資金移動を追うデスクワーク、シーズン2では議会担当、シーズン3ではローマ支局勤務となっている。
- キャシー・ミュラー (S1、S4)
  - 演 - アビー・コーニッシュ、日本語吹替 - 小松奈生子
  - 感染症内科の医者。ライアンの恋人。
- ジェームズ・グリーア
  - 演 - ウェンデル・ピアース、日本語吹替 - 髙階俊嗣
  - CIAでのライアンの上司。前カラチ支局長。ムスリムの黒人。
- ムーサ・ビン・スレイマン (S1)
  - 演 - アリ・スリマン、日本語吹替 - 古賀明
  - フランス育ちのイスラム・テロリスト。
  - かつて中東で家族を殺されて弟と二人だけ生き残り、フランスに移住して育つが差別に苦しんでイスラムのテロリストとなる。
- ハニン (S1)
  - 演 - ダイナ・シハービ（英語版）、日本語吹替 - 池田朋子
  - スレイマンの妻。息子と二人の娘がいる。
- マティス (S2でメイン、S1ではリカーリング)
  - 演 - John Hoogenakker、日本語吹替 - 藤原光
  - CIAの秘密工作員。
- ハリエット・バウマン (S2)
  - 演 - ノオミ・ラパス、日本語吹替 - 内海安希子
  - ドイツ連邦情報局工作員。
- ニコラス・レイエス (S2)
  - 演 - ジョルディ・モリャ、日本語吹替 - 山下大毅
  - ベネズエラの大統領。
- ミゲル・ウバリ (S2)
  - 演 - Francisco Denis、日本語吹替 - 小野寺悠貴
  - ベネズエラ大統領首席補佐官。
- グローリア・ボナルデ (S2)
  - 演 - Cristina Umaña
  - ベネズエラ次期大統領候補、失踪した内務大臣の妻。
- マーカス (S2)
  - 演 - ジョヴァン・アデポ、日本語吹替 - モアイ岩下
  - 元海軍特殊部員、ボートの操縦が専門なのでウーバーと呼ばれる。
- マイク・ノーベンバー (S2-S4) 
  - 演 - マイケル・ケリー、日本語吹替 - 呼山紀之
  - CIAベネズエラ支局長。S3では引退しギリシャに住む。
- エリザベス・ライト (S3-S4)
  - 演 - ベティ・ガブリエル（英語版）、日本語吹替 - 野々山恵梨
  - CIAローマ支局長。
- ルカ・ゴチャロフ (S3)
  - 演  - ジェームズ・コスモ、Roman Evdokimov(青年時代)
  - ロシア対外情報庁(SVR)諜報員。
- アレナ・コヴァチ (S3)
  - 演 - ニーナ・ホス
  - チェコ共和国大統領。
- ペトル・コヴァチ(S3)
  - 演 - ピーター・ギネス（英語版）
  - アレナの父。
- アレクセイ・ペトロフ(S3)
  - 演 - アレクセイ・メンヴェロフ
  - ポポフの後任のロシア国防相。
- ドミンゴ(ディング)・シャベス (S4)
  - 演 - マイケル・ペーニャ

### リカーリング
- イブラヒム　(S1)
  - 演 -  Amir El-Masry
  - スレイマンの右腕。
- ジョー・ミュラー (S1)
  - 演 - Victor Slezak
  - キャシーの父でライアンの投資会社時代の上司。

- タレク・カッサー (S1)
  - 演 - メナ・マスード、日本語吹替 - 鈴木祐
  - ライアンの友人でCIAの同僚。
- ネイサン・シンガー (S1)
  - 演 - ティモシー・ハットン、日本語吹替 - 藤原満
  - CIA長官代理。
- マーカス・トレント (S1)
  - 演 -  Al Sapienza
  - 国防長官。
- アメリカ大統領 (S1)
  - 演 - マイケル・ガストン、日本語吹替 - 鈴木佑治
- サンドリーン (S1)
  - 演 - マリ＝ジョゼ・クローズ
  - フランス情報機関員。
- マックス・シェンケル (S2)
  - 演 - トム・ヴラシア
  - フリーランスの工作員、元ドイツ連邦情報局。
- リサ・カラブレス (S2)
  - 演 - スーザン・マイズナー
  - アメリカ駐ベネズエラ大使、ノーベンバーの元妻。
- マテオ・バストス (S2)
  - 演 - Eduar Salas
  - ベネズエラ軍の士官。
- ヨスト・ヴァンダービル (S2)
  - 演 - アーノルド・ヴォスルー、日本語吹替 - 小野寺悠貴
  - 傭兵。
- ラデック (S3)
  - 演 - Adam Vacula
  - チェコ大統領アレナの主任護衛官。
- スリコフ (S3)
  - 演 - Mikhail Safronov
  - ロシア大統領。
- トーマス・ミラー (S3-S4)
  - 演 - John Schwab
  - CIA長官。
- マリー・ケーヒル (S3)
  - 演 - Lucy Newman-Williams
  - 駐チェコのアメリカ大使。
- チャオ・ファ・セイン (S4)
  - 演 - ルイ・オザワ
  - ミャンマーのギャング「銀蓮会」の幹部
- ヘンショウ (S4)
  - 演 - Derek Cecil
  - 上院情報委員会委員長、テキサス州選出
- ゼヤラ・レモス (S4)
  - 演 - ズレイカ・ロビンソン
  - ミャンマー出身で、人権問題を扱うレモス財団の理事長
- アデ・オソジ (S4)
  - 演 - Okieriete Onaodowan
  - ナイジェリア出身の政治専門家

## エピソード

### シーズン1のエピソード
| 通算 話数 | シーズン 話数 | タイトル                                                  | 監督                   | 脚本                                        | 公開日        |
| --- | ------------- | --------------------------------------------------------- | ---------------------- | ------------------------------------------- | ------------- |
| 1 | 1             | "パイロット" "Pilot"                                      | モルテン・ティルドゥム | カールトン・キューズ & グラハム・ローランド | 2018年8月31日 |
| CIAでテロ関連の資金移動を追っていたジャック・ライアンは、イエメンでの多額の資金移動の影にスレイマンというテロリストの指導者がいることに気づき、カラチ支局長から左遷されたばかりの新任の上司ジェームズ・グリーアに報告する。イエメンで怪しい人物が拘束され、ライアンはグリーアに連れられて現地に飛び尋問する。だがテロリストが基地を襲撃し、スレイマンであるとわかった男を救出する。 |               |                                                           |                        |                                             |               |
| 2 | 2             | "フレンチ・コネクション" "French Connection"              | ダニエル・サックハイム | カールトン・キューズ&グラハム・ローランド   | 2018年8月31日 |
| ライアンは投資会社時代の上司の娘で感染症専門医のキャシー・ミュラーと会う。ライアンはスレイマンの携帯電話の暗号を解除し、通話先であるパリにグリーアとともに行くが、テロリストのアジトで戦闘になる。 |               |                                                           |                        |                                             |               |
| 3 | 3             | "ブラック 22" "Black 22"                                  | パトリシア・リギン     | カールトン・キューズ&グラハム・ローランド   | 2018年8月31日 |
| ラスベガスに住むドローンパイロットのビクターは任務の重圧に苦しむ。ライアンとグリーアとフランス治安総局は、アジトから逃げたスレイマンの弟アリを追う。スレイマンの妻ハニンは夫の行動に不安を感じ、息子を置いて娘たちと共に逃亡する。ビクターはハニンを襲ったスレイマンの手下をドローンで殺す。 |               |                                                           |                        |                                             |               |
| 4 | 4             | "狼" "The Wolf"                                           | ダニエル・サックハイム | カールトン・キューズ&グラハム・ローランド   | 2018年8月31日 |
| スレイマンはISILの組織を乗っ取る。ライアンはアリを追うが、同行したフランス当局員は殺され、ライアンは自衛のためアリを殺してしまいテロの情報は手に入らない。国に戻ったライアンはキャシーと親しくなるが、CIAで勤務していることは隠す。パリの教会でサリンによるテロが起きる。 |               |                                                           |                        |                                             |               |
| 5 | 5             | "栄誉の終り" "End of Honor"                               | パトリシア・リギン     | Stephen Kronish & Daria Polatin             | 2018年8月31日 |
| パリのテロで300人以上が死に、スレイマンが犯行声明を出す。西洋人の人質とともにシリアのキャンプに移ったスレイマンは、フランスでの差別体験を思い出す。ハニンはトルコの難民キャンプに着いてパリのテロのことを知り、ヨーロッパに出国しようとしてアメリカ人当局者に夫の話をする。ライアンは、アリの死を隠してテロリスト仲間をおびき出そうとして失敗するが、ハニンが夫から逃げたことを確認する。ハニンと娘たちはキャンプから脱出する。誤情報で無実の男を殺してしまったビクターは思い悩む。    |               |                                                           |                        |                                             |               |
| 6 | 6             | "情報と手段" "Sources and Methods"                        | カールトン・キューズ   | Patrick Aison & Annie Jacobsen              | 2018年8月31日 |
| ハニンは夫の放った追手から逃げて海岸にたどり着く。トルコに入ったグリーアとライアンは地元の犯罪者の助けでハニンを探し、追手を倒してハニンと娘たちを確保する。キャシーは、リベリアでエボラ出血熱が再発生したことを知る。ビクターは休暇を取ってシリアに入り、自分が誤って殺した男の家族に謝罪する。 |               |                                                           |                        |                                             |               |
| 7 | 7             | "少年" "The Boy"                                          | パトリシア・リギン     | Nazrin Choudhury & Nolan Dunbar             | 2018年8月31日 |
| アメリカに入国させたハニンの情報に基づき、スレイマンの空襲が企画されるがライアンは地上戦を主張する。スレイマンとアリがエボラ出血熱の犠牲者の遺体をリベリアから運び出して生物兵器化を図ったことが疑われ、ライアンは会議でキャシーに出くわして正体がバレる。アメリカ大統領の知人を含む西洋人の人質がスレイマンとともにいることがわかり、救出作戦が決定される。ハニンの娘がゲームのチャットで父とともにいる弟サミルと連絡を取り、危機を察知したスレイマンは逃亡するが、人質は救出される。 |               |                                                           |                        |                                             |               |
| 8 | 8             | "インシャー・アッラー/すべてアラーの思し召し" "Inshallah" | ダニエル・サックハイム | カールトン・キューズ&グラハム・ローランド   | 2018年8月31日 |
| アメリカに戻った人質はエボラ出血熱に感染しており、接触した大統領と閣僚はキャシーの勤務する病院で隔離される。サミルや部下たちとアメリカに入国したスレイマンは放射性物質によるテロを病院に仕掛けるが、ライアンが射殺して阻止する。ライアンはサミルをハニンのもとに戻して約束を守る。グリーアはモスクワ副支局長に栄転し、ライアンはグリーアの後任に昇進する。 |               |                                                           |                        |                                             |               |

### シーズン2のエピソード
| 通算 話数 | シーズン 話数 | タイトル                       | 監督             | 脚本                                        | 公開日         |
| --- | ------------- | ------------------------------ | ---------------- | ------------------------------------------- | -------------- |
| 9 | 1             | "船の積み荷" "Cargo"           | Phil Abraham     | カールトン・キューズ & グラハム・ローランド | 2019年10月31日 |
| ジャック・ライアンは政情不安のベネズエラに注目して危険な武器が運び込まれた疑いを持ち、元上官で現地出身のジミー・モレノ議員と共にベネズエラに向かい、再選を狙うレイエス大統領に面会する。心臓病を抱えたグリーアは、不審な衛星に関係する船を追ってロシア支局からベネズエラに異動しライアンに再会する。ドイツの女性工作員ハリエットがライアンに接近する。フリーの工作員のマックス・シェンケルがライアンらの車列を襲い、モレノ議員は死ぬ。 |               |                                |                  |                                             |                |
| 10 | 2             | "第三の選択" "Tertia Optio"    | Phil Abraham     | Vince Calandra & Daria Polatin              | 2019年10月31日 |
| マックスに買収され、モレノ議員暗殺を幇助した警察官ラモスがアメリカへの亡命を求め、CIAベネズエラ支局長のノーベンバーが尋問する。ライアンは不審な船に潜入し、ハリエットに再会する。レイエスと暗殺を結びつける、首席補佐官ウバリの盗聴録音を渡される。レイエスの警備責任者バストスに録音を聞かせて不和の種をまく。ハリエットは恩人の元ドイツ工作員マックスを探していることを告白し、ライアンに協力を約束する。レイエスは暗殺事件の偽の犯人をでっちあげる。ラモスは大使館内で殺され、ライアンはホテルでマックスに襲撃される。海軍の元特殊部員のマーカスはCIAのマティスから仕事に誘われる。 |               |                                |                  |                                             |                |
| 11 | 3             | "オリノコ川" "Orinoco"         | Andrew Bernstein | David Graziano & Annie Jacobsen             | 2019年10月31日 |
| レイエスの対立候補のグローリア・ボナルデの人気はレイエスを凌駕する。ウバリは自宅が盗聴されていることを知らされる。マーカスはマティスらとベネズエラに飛んで船で川をさかのぼり、グリーアおよびライアンと合流して怪しい船から陸揚げされたコンテナを追跡する。民兵に追われた彼らはマーカスを置いて逃げ、ライアンはグリーアの心臓病に気づく。 |               |                                |                  |                                             |                |
| 12 | 4             | "殺しの装い" "Dressed to Kill" | Andrew Bernstein | グラハム・ローランド & Nolan Dunbar         | 2019年10月31日 |
| ライアンはコンテナ内で爆薬、採掘機械、イギリスの軍事会社エプリウスの書類を見つけるが、レイエスの抗議により帰国を命ぜられ、議会委員長のチャピン議員に頼ってロンドンに来る。マックスもライアンを追ってロンドンに来る。ハリエットとMI5のジェレミーとともにエプリウスを訪ねてマックスをベネズエラのダミー会社に紹介したことを聞き出し、マックスをおびき出すが取り逃がす。グリーアはグローリアに会い、元内務大臣で行方不明の夫と採掘の関係を質す。グローリアは家族の保護をグリーアに依頼する。マティスらはジャングルに戻ってマーカスを探す。                                                |               |                                |                  |                                             |                |
| 13 | 5             | "ブルーゴールド" "Blue Gold"   | Dennie Gordon    | Vince Calandra & Annie Jacobsen             | 2019年10月31日 |
| ライアンはマックスの娘を使って彼をおびき出すが、雇用主を聞き出す前にハリエットが殺す。マーカスは収容所を見つける。バストスがマーカスを追う。グリーアはブルーゴールドと呼ばれ、中国が支配する希少なタンタル鉱山の存在を疑う。盗聴によって立場の危うくなったウバリはノーベンバーに連絡を取り、情報と引き換えに亡命を誘われる。 |               |                                |                  |                                             |                |
| 14 | 6             | "国外退去" "Persona Non Grata" | Dennie Gordon    | David Graziano & Daria Polatin              | 2019年10月31日 |
| マティスら3人はバストスの率いる部隊に待ち伏せされ、マーカスと合流するもマティスは死ぬ。カラカスに戻ったライアンはグリーアとともにマックスを雇ったダミー会社に関わる弁護士モニカ・ヘレラに会おうとして軍に妨害される。レイエスはアメリカによる内政干渉を非難し、大使館の閉鎖と大使館員の国外退去を命じる。ノーベンバー、グリーア、ライアンは命令を無視して残るが、グリーアは裏切られてバストスに捕らえられる。 |               |                                |                  |                                             |                |
| 15 | 7             | "神と連邦" "Dios y Federacion" | Dennie Gordon    | グラハム・ローランド & カールトン・キューズ | 2019年10月31日 |
| レイエスは故郷の街に放火し、大統領選挙を翌朝に前倒しする。ライアンとノーベンバーはグリーアが捕えられたことを知り、ライアンはマーカスら特殊部隊に加えてコンテナを防衛していた民兵を雇ってジャングルの収容所を襲い政治犯を解放するがグリーアは既に宮殿に運ばれている。ウバリは強引な手法を恐れてアメリカ亡命を考え始めるがレイエスに殺される。 |               |                                |                  |                                             |                |
| 16 | 8             | "独裁者" "Strongman"           | Andrew Bernstein | カールトン・キューズ & グラハム・ローランド | 2019年10月31日 |
| ライアンが収容所の映像を公開したため、不利と見たレイエスは大統領選の投票を打ち切る。ライアン、ノーベンバー、マーカスらは宮殿に乗り込んでグリーアを救出し、バストスを殺す。暴徒が宮殿に押し寄せる中、ライアンはレイエスの命を取らずに脱出する。グローリアは大統領選で地滑り的勝利を収め、収容所から解放された夫に再会する。グリーアは病気のために退職を決意する。ライアンは、タンタル鉱山開発とモレノ議員暗殺の背後にチャピン議員がいることを突き止めて告発する。 |               |                                |                  |                                             |                |

### シーズン3のエピソード
| 通算 話数 | シーズン 話数 | タイトル                               | 監督                         | 脚本                     | 公開日         |
| --- | ------------- | -------------------------------------- | ---------------------------- | ------------------------ | -------------- |
| 17 | 1             | "ファルコン" "Falcon"                  | Jann Turner                  | Vaun Wilmott             | 2022年12月21日 |
| 1969年のソ連のマトクサで、ロシア対外情報庁(SVR)のルカ・ゴチャロフは兵器開発に失敗した技術者たちを処刑する。 現在のローマでは、ライアンとグリーアは情報提供者であるロシアの公使ゾーヤから、小型核兵器で東欧を侵略する、「ライン川への7日間」を意味するソコル計画の情報を得て、未知の情報源に繋がるSIMを渡される。ライアンはクリミア半島のセバストポリを出航した貨物船に乗り込んで核兵器を探すも見つからず、代わりに亡命を求める科学者ユーリ・バシキンを連れ出す。ギリシャに向かうと襲撃されてバシキンは殺される。ローマ支局長のエリザベス・ライトは作戦の失敗の責任をライアンに着せる。ロシアでは、ルカはロシア大統領の助言者となっている。チェコでは、NATOにミサイル配備を求められたアレナ・コヴァチ大統領がこれに反対するロシアのポポフ国防相をプラハに迎えるも、目の前でポポフが暗殺される。アレナの主任護衛官であるラデックは、暗殺犯を手引きした男の口を封じる。      |               |                                        |                              |                          |                |
| 18 | 2             | "過去の悪夢" "Old Haunts"              | Jann Turner                  | Amy Berg                 | 2022年12月21日 |
| ライトはライアンを捕らえるためにアテネに行き、密かにライアンを助けるグリーアも同行する。警官を殺されたアテネ警察はライアンを国際手配し、バシキンを殺したロシアの諜報員コンスタンチンも警察への強い影響力を使ってライアンを探す。逃亡するライアンは協力者のトニーに匿われたのち、CIAを引退しギリシャに暮らすマイク・ノーベンバーに再会する。グリーアはチェコへ派遣される。ロシアでは、ポポフの後任の国防相アレクセイ・ペトロフが暗殺をアメリカの仕業だと主張し、秘密裏に暗殺犯の口を封じ、東欧への侵攻を準備する。ライアンの持つSIMが繋がる未知の情報源はルカであることが分かる。チェコでは、アレナが危険から隔離される。 |               |                                        |                              |                          |                |
| 19 | 3             | "オオカミの逃亡" "Running With Wolves" | Jann Turner                  | Jennifer Kennedy         | 2022年12月21日 |
| ライアンはノーベンバーと共にウィーンに行き、ロシア公使ゾーヤに情報源を明かすよう求める。指示に従ってブダペストに向かう列車に乗り、コンスタンチンに追い詰められるもルカに救われる。ルカは核戦争を避けたいと言い、ノーベンバーの顧客でもある死の商人のレヴァン・ズブコフがウランを取引しているとライアンに教える。ライアンは反逆罪に問われ、CIAローマ支局にNSD(国家安全保障局)の捜索が入る。チェコではグリーアがアレナに会い、ロシアの侵攻を止めるためにNATOのミサイル配備を認めるよう促す。穏健派のポポフ国防相暗殺にラデックが関わったことを疑う。アレナの父ペトルは森でのオオカミ狩りにロシア国防相のペトロフを招く。 |               |                                        |                              |                          |                |
| 20 | 4             | "死の番人" "Our Death's Keeper"        | Jann Turner                  | Dario Scardapane         | 2022年12月21日 |
| ブダペストで、ライアンとノーベンバーはズブコフをおびき出して捕らえ、ウランがロシアのマトクサに輸送されたと聞きだす。ライトはペトロフ国防相らロシア過激派の侵攻計画の危険をCIA長官ミラーに訴えるも聞き入れられず、ライアンの逮捕を命じられる。ライアンはマトクサの情報をライトに伝える。チェコでは、グリーアがラデックの家を捜索し、アレナの父ペトルとの関係を知る。ペトルは1969年にルカの命令による技術者の処刑に反対したロシア人兵士であることが分かる。ラデックは家が捜索されたことを知り、アレナを連れ出す。ロシアでは、ルカがペトロフのスパイであったスリコフ大統領の側近ミカイルを尋問して殺す。 |               |                                        |                              |                          |                |
| 21 | 5             | "敵か仲間か" "Druz'ya i Vragi"         | Kevin Dowling                | Marc Halsey and Amy Berg | 2022年12月21日 |
| ブダペストで、ライトはズブコフを逮捕し、ライアンに会うもミラーには伏せる。ライトの援護のもと、ライアンとノーベンバーはロシアのマトクサに侵入する。建物内にいたルカはライアンに、ソコルはずっと継続していたと語り、黒幕を見つけ出すために核弾頭を運び出す。フィンランドに脱出したライアンは、マトクサで集めた証拠からソコルがアメリカの攻撃を偽装する核弾頭であることを知る。ライトはNSDに逮捕される。チェコでは、ラデックが家族を守るためにアレナを誘拐し、ペトルを郊外の家に呼び出して待ち伏せするも、返り討ちに遭う。ペトルはポポフ暗殺の影にいたことを告白したのちに姿を消す。 |               |                                        |                              |                          |                |
| 22 | 6             | "亡霊" "Ghosts"                        | Kevin Dowling David Petrarca | Amy Berg                 | 2022年12月21日 |
| ルカはチェコに入り、核弾頭を引き渡す。ライアンとノーベンバーもルカの後を追ってチェコに来る。グリーアと大使の助けでNSDの追及から逃げ、アレナ率いるチェコ政府の保護下に入る。チェコ政府の協力の下で、NATOの持ち込んだ兵器の核爆発に見せかけた、町の破壊を未然に防ぐ。ルカは再会したペトルを撃つ。アレナはラデックの妻子を尋問して父の隠れ場所を知り、ルカに撃たれた直後の父に再会するも、手当てをせず死なせる。ルカはライアンらに合流して行動を共にする。ライトは解任されてラングレーに送還されるも、グリーアの縁でラモス将軍の協力を得る。ミラーの妨害にもかかわらず、ライアンが大惨事を防いだことを副大統領に説明し、職務に復帰して作戦の指揮を任される。 |               |                                        |                              |                          |                |
| 23 | 7             | "モスクワの支配" "Moscow Rules"        | Kevin Dowling David Petrarca | Dario Scardapane         | 2022年12月21日 |
| ライトはアメリカ大統領に面会してロシア強硬派の陰謀を説明する。米ロいずれも戦争の可能性に備える。ライアン、グリーア、ノーベンバー、ルカはモスクワに入って強硬派の裏の首謀者を探る。ペトロフがルカを捕らえさせるも、ライアンが救出する。アレナもモスクワに入ってペトロフに面会し、立場の弱さを見せて油断させる。グリーアとノーベンバーは、ルカが録音したペトロフの告白を、アレナとポポフの未亡人に聞かせる。ソコルの黒幕はルカの友人で、スペツナズのロラン・アントノフ海軍大佐であるとわかる。"クロスボウ"作戦により、アントノフはクレムリンの命令なしに軍艦を率いて対米開戦を起こし、ペトロフがスリコフ大統領の座を狙う。 |               |                                        |                              |                          |                |
| 24 | 8             | "勲章" "Star on the Wall"              | Jann Turner                  | Vaun Wilmott             | 2022年12月21日 |
| ルカはアントノフ艦長の指揮する駆逐艦に乗り込む。束縛されるも副長を説得して脱出する。アントノフは開戦するために米艦ルーズベルトにミサイルを発射するも、二発目の前に指揮権を剥奪される。ライアンはルーズベルトに乗り込み、ロシア国内の陰謀を伝えてミサイルに対する反撃を遅らせ、ルカのために時間を稼ぐ。ルカからの連絡でルーズベルトは臨戦態勢を解く。 グリーア、アレナ、ノーベンバーはポポフ未亡人の助けを得てクレムリンに侵入する。グリーアがペトロフに面会して"クロスボウ"は失敗する見通しを告げ、亡命を誘って時間を稼ぐ。その間、アレナとノーベンバーはスリコフ大統領に面会してペトロフによるポポフ暗殺の証拠を示す。スリコフはペトロフ逮捕を命じ、抵抗したペトロフは射殺される。 ライトはワシントンの作戦司令室で大統領に開戦回避を説く。ルカらの活躍で開戦が避けられ、ライトがCIA長官に任命される。ライアンとグリーアには勲章が授与されるも、ルカは密かに連行される。 |               |                                        |                              |                          |                |

### シーズン4のエピソード
| 通算 話数 | シーズン 話数 | タイトル                  | 監督         | 脚本                                         | 公開日        |
| --- | ------------- | ------------------------- | ------------ | -------------------------------------------- | ------------- |
| 25 | 1             | "選択" "Triage"           | Lukas Ettlin | Vaun Wilmott and Aaron Rabin and Steven Kane | 2023年6月30日 |
| ライトのCIA長官およびライアンの副長官就任を控え、ウォルターズの指揮でナイジェリアのウドー大統領が暗殺される。上院情報委員会でライアンはCIAの関与を否定できない。ミラー元長官が進めていた9つの秘密作戦の内容も解読できず、すべての資金を断つ。メキシコでは、ドミンゴ・シャベスがぺレス・カルテルの指導者エミリオの両手を切り取って敵対するマルケス・カルテルに渡す。マルケス・カルテルはミャンマーのギャング銀蓮会を通じて麻薬を仕入れようとする。シャベスはメキシコに来た銀蓮会の幹部チャオ・ファ・セインを確保しようとして警察と銃撃戦となり失敗する。セインは妻子に渡航を中止させる。ライアンはこれも中止した秘密作戦の一つではないかと疑う。シャベスが"プルート"作戦を復活させるようライアンを脅す。キャシーはWHOに勤めている。 |               |                           |              |                                              |               |
| 26 | 2             | "統合" "Convergence"      | Jann Turner  | Aaron Rabin                                  | 2023年6月30日 |
| シャベスはライアンにCIAの諜報員であることを明かし、ウォルターズの指揮を受けて種々の暗殺をこなしたこと、セインが銀蓮会から抜けようとしていたことを語る。ライアンはノーベンバーに助けを求める。グリーア、シャベス、ライアンが次々とミラーに会い、"プルート"の真相を打ち明けるよう求めるも、ミラーは拒否する。ライアンはライトと大統領に、"プルート"がメキシコのカルテを統合し、銀蓮会と結びつける危険な企てだと報告する。セインはミャンマーに戻り、妻子が渡航する予定であったことを隠蔽し、ミラーと連絡を取る。ミラーは殺される。 |               |                           |              |                                              |               |
| 27 | 3             | "犠牲" "Sacrifices"       | Shana Stein  | Jada M. Nation                               | 2023年7月7日  |
| ライトは前大統領暗殺を調査するために、専門家のアデ・オソジを同行してナイジェリアに行き、暫定大統領オコリと政敵のイーコン・アメーに関与を否定される。暗殺部隊の残した携帯電話を入手して情報をグリーアに渡す。ミャンマーでは、組織を抜けるつもりだと疑う義理の弟をセインが殺す。ライアンは身軽に調査をするため、副長官代理を辞任してグリーアを後任にする。グリーアは貸しオフィスにたどり着く。ウォルターズが調査から手を引くようグリーアを脅す。ノーベンバーがカリフォルニアに隠れるシャベスを見つけ出し、ライアンも合流して3人はメキシコに向かう。シャベスはセインの取引を妨害して合図を送ろうと、ギャングの幹部である従兄のマリンを脅してクロアチアで「市場」が開かれることを聞き出す。3人はクロアチアに向かう。レモス財団のゼヤラ・レモスはミャンマーの人々を麻薬産業から救おうと、キャシーに話す。                                                    |               |                           |              |                                              |               |
| 28 | 4             | "ベセスダ" "Bethesda"     | Jann Turner  | Robert Port and Aaron Rabin                  | 2023年7月7日  |
| クロアチアでは、ライアン、ノーベンバー、シャベスが「市場」を運営するオラフスキーを探す。銀蓮会の幹部ティンもクロアチアに来る。3人は女性人身売買の市場に潜入する。3人はオラフスキーを殺し、ティンが彼に渡そうとした「トリガー」を奪って逃げる。アメリカでは、グリーアが貸しオフィスを利用するCIAのダミー会社の所有者がベセスダの療養施設で昏睡状態にあると知り、はめられたことを悟る。ウォルターズに襲撃されるも逃げる。ライトは帰国し、情報委員長のヘンショウ上院議員にライアンとの関与を切るよう求められる。セインはティンによりジュネーブに送られてレモスに会い、銀蓮会の全権を握るよう命じられる。シャベスがオラフスキーの死体の写真をセインに送る。セインが座標をシャベスに送る。 |               |                           |              |                                              |               |
| 29 | 5             | "ウーコン" "Wukong"       | Lukas Ettlin | Joe Greskoviak and Aaron Rabin               | 2023年7月14日 |
| レモスはキャシーをミャンマーに迎え、刑務所に監禁してライアンに対する保険にする。メキシコのマルケス・カルテルに連絡し、5つの兵器をアメリカとの国境に運ぶよう指示する。ライアン、シャベス、ノーベンバーもミャンマーに来てウーコンのカジノでセインと会い、トリガーを見せる。セインは金庫室にある残りの4つのトリガーを3人に盗み出させる手引きをする。ティンはセインの裏切りを知る。ノーベンバーがヘリで刑務所からキャシーを奪回する。セインはティンに狙撃され家に残り、ティンとトリガーを巻き添えに自爆する。キャシーとセインの妻子を飛行機で脱出させたのち、ライアン、シャベス、ノーベンバーはレモスの兵と応戦した後にヘリでタイに逃げる。追手が来てノーベンバーを狙撃する。ベセスダでは、ウォルターズの身元を知ったグリーアが息子の助けで病院から抜け出す。ライトはアデ・オソジがウォルターズの黒幕と知る。グリーアは応援とともにウォルターズを捕らえる。 |               |                           |              |                                              |               |
| 30 | 6             | "実証" "Proof of Concept" | Lukas Ettlin | Aaron Rabin                                  | 2023年7月14日 |
| ライトの長官就任は上院情報委員会で承認される。ライトはライアンの居場所を知るためにオソジに免責を与える。ライアンは捕らえられ拷問されるも、シャベスが救出しレモスを殺す。キャシーはセインの娘の縫いぐるみからUSBメモリーを見つけ出し、その情報に基づいてライアンはメキシコからトラックで国境を越えようとした生物化学爆弾を解除する。オソジはミラー殺害で逮捕される。ライアンは上院情報委員会で、ヘンショウ委員長がトラックの通過に特別承認を与えたことを暴露する。 |               |                           |              |                                              |               |

### 公式ウェブサイト
- シーズン1 - ウェイバックマシン（2020年11月6日アーカイブ分）
- シーズン2
- シーズン3
- ファイナル・シーズン